# مأمور انتقال
سریال مأمور انتقال محصول مشترک کشورهای فرانسه، کانادا، آلمان و آمریکا در سال ۲۰۱۲ است. این سریال در ۲ فصل و به کارگردانی استیون ویلیامز و برد ترنر تهیه شده‌است و کریس وَنس و فرانسوا برلئان در آن به ایفای نقش می‌پردازند. ترتیب پخش قسمت‌های این مجموعه در کشورهای کانادا، فرانسه و آلمان متفاوت بوده.
برخلاف مجموعهٔ سینمایی، کریس ونس (بازیگر سریال فرار از زندان)، به جای جیسون استاتهام به ایفای نقشِ شخصیت «فرانک مارتین» می‌پردازد.

## داستان
داستان دربارهٔ یک مامور سابق نیروهای ویژه به نام فرانک مارتین است. او در نقش یک رانندهٔ حرفه‌ای، هر بار مامور جابجایی محموله‌های غیرقانونی مختلف برای مشتری‌های متفاوت می‌شود، بدون طرح سؤال در مورد آنچه جابجا می‌کند.